# Danijel Premuš
Danijel Premuš, född 15 april 1981 i Rijeka, är en Kroatienfödd italiensk vattenpolospelare (centerforward). Han ingick i Kroatiens landslag vid olympiska sommarspelen 2004 och i Italiens landslag vid olympiska sommarspelen 2012.
Premuš spelade fyra matcher i vattenpoloturneringen i Aten där Kroatien slutade på en tiondeplats. Han tog OS-silver i herrarnas vattenpoloturnering i London med det italienska landslaget. Hans målsaldo i turneringen var sju mål, varav tre i matchen mot Spanien. I finalen besegrades Italien av Kroatien med 8–6.